# Чжан Цзолінь
Чжан Цзолінь (спрощ.: 张作霖; піньїнь: Zhāng Zuòlín; 19 березня 1875 — 4 червня 1928) — китайський військовик і політик, головнокомандувач армії Вмиротворення Країни, генералісимус сухопутних і морських сил Республіки Китай. Останній президент Китайської Республіки доби мілітаристів.

## Життєпис
Народився в селянській родині. Навчався спочатку в приватній школі, потім здобував фах ветеринара. Замолоду займався розбійною діяльністю, був членом однієї з місцевих (фентянських) банд.
1902 року перейшов на бік уряду й отримав у командування кінний загін. Після Учанського повстання залишився відданим династії Цін, здобув посаду заступника начальника військового відділу «Фентянського товариства захисту держави й народу». На тій посаді активно протистояв революційним силам.
Юань Шикай призначив його на посаду командира 27-ї дивізії, на чолі якої Чжан Цзолінь придушив виступи Гоміньданівських сил. Після смерті Юань Шикая новий пекінський уряд призначив Чжан Цзоліня військовим губернатором провінції Фентянь, а також інспектором Трьох Провінцій Північного Сходу й маршалом. Надалі, спираючись на підтримку Японії, Чжан Цзолінь узяв під свій контроль усі три провінції (Фентянь, Цзілінь і Хейлунцзян). 1926 року отримав титул головнокомандувача Армії Вмиротворення Країни, а в червні того ж року — генералісимуса сухопутних і морських сил Республіки Китай (тобто, фактично, президента країни). В червні 1928 року його війська зазнали нищівної поразки від Чан Кайші. Сам Чжан Цзолінь відступив від Пекіна до Шеньяна.
До складу 1-ї армії Чжан Цзоліня входила окрема бригада з російських білоемігрантів під командуванням генерала Нечаєва.
4 червня 1928 року потяг, в якому їхав Чжан Цзолінь, був підірваний. Вибух упродовж тривалого часу вважався справою рук японської розвідки, однак 2001 року було оприлюднено матеріали про те, що операція з ліквідації Чжан Цзоліня була, нібито, проведена радянською розвідкою, безпосереднім організатором був Наум Ейтінгон (надалі — генерал-майор МДБ) спільно з резидентом розвідуправління РСЧА в Шанхаї Христофором Салнинем. Після загибелі Чжан Цзоліня командування його військами та владу над Маньчжурією успадкував його син Чжан Сюелян.